# Live at the Orpheum
Live at the Orpheum è un live dei King Crimson del 2015. Qui il gruppo per la prima volta si presenta con una formazione a 7 con 3 batterie, queste ultime considerate, a detta dello stesso Robert Fripp, la front-line della band. Da notare il ritorno in squadra di Mel Collins, già del gruppo negli anni 1970-72, ma che pure aveva partecipato alle registrazioni di A Scarcity of Miracles, e l'assenza di Adrian Belew, che militava nei King Crimson sin dal 1980, sostituito dall'ex cantante dei Level 42 Jakko Jakszyk.

## Tracce
1. Walk On: Monk Morph Chamber Music
2. One More Red Nightmare
3. Banshee Legs Bell Hassle
4. The ConstruKtion of Light
5. The Letters
6. Sailor's Tale
7. Starless

## Formazione
- Pat Mastelotto: batteria
- Bill Rieflin: batteria e tastiere
- Gavin Harrison: batteria
- Jakko Jakszyk: chitarra & voce
- Robert Fripp: guitar
- Mel Collins: sax & flauto
- Tony Levin: basso & Stick